# Ataque de coyote a Kelly Keen
El ataque fatal de coyote a Kelly Keen es el único ataque fatal de coyote conocido a un niño, así como el único ataque fatal de coyote conocido a un humano jamás confirmado en los Estados Unidos. El 26 de agosto de 1981, Kelly Lynn Keen, una residente de Los Ángeles de tres años, fue arrastrada fuera de su propiedad y herida de muerte por un coyote urbano (coyotes salvajes que se han adaptado a merodear y buscar comida en zonas urbanas y suburbanas) antes de ser rescatada por su padre. El evento también es notable por sus secuelas, en las que un gran número de coyotes fueron muertos y dos activistas por los derechos de los animales provocaron dos décadas más tarde un alboroto al afirmar que sus padres, no el coyote, la habían matado.

## Ataque
El 26 de agosto de 1981, una niña de tres años llamada Kelly Keen se quedó sola mientras su madre Cathy hacía algunas tareas domésticas por la casa. Kelly estaba viendo programas de televisión educativos en la sala de estar de la casa de la familia en el vecindario Chevy Chase Canyon de Glendale, California, pero en cierto momento salió por la puerta principal y entró en el camino de entrada, donde se encontró con un coyote urbano. El coyote tomó a Kelly en su boca por el cuello y salió corriendo, arrastrándola por la calle. Su padre, Robert, rápidamente llegó corriendo, ahuyentó al coyote y la llevó al Centro Médico Adventista de Glendale, donde estuvo en cirugía durante cuatro horas antes de morir. Se determinó que la causa de la muerte fue una fractura en el cuello y la pérdida de sangre como resultado directo del ataque del coyote. Aunque hubiera sobrevivido, habría quedado tetrapléjica. Fue enterrada tres días más tarde en un ataúd infantil (pequeño y blanco) en el Forest Lawn Memorial Park en Glendale.

## Secuelas

### Reacción del gobierno
Después de la muerte de Keen, la Comisión de Regulación Animal de Los Ángeles desarrolló el primer programa serio de manejo de coyotes urbanos, que incluyó 80 días de atrapar y disparar en un radio de 0,5 millas (0,8 km) del lugar del ataque, durante los cuales el personal del condado atrapó y abatió 55 coyotes.

### Acusaciones de activistas por los derechos de los animales
En 2004, la ex actriz infantil y activista por los derechos de los animales Pamelyn Ferdin asistió a una reunión del Ayuntamiento de Glendale para oponerse a una propuesta para sacrificar coyotes urbanos. Ferdin se dirigió al Consejo con una camiseta cubierta de sangre falsa, instando a la ciudad a no matar coyotes. Mencionó el ataque de Kelly Keen y argumentó que, en lugar de haber sido muerta por un coyote, Keen había sido víctima de maltrato infantil. Ella afirmó que los registros médicos indicaban que la niña murió de una ruptura del bazo, que consideraba solo podría haber sido producido por un traumatismo cerrado, no por una mordedura de animal. El activista por los derechos de los animales Michael Bell fue más allá y afirmó que, después de buscar en los registros del hospital, descubrió discrepancias y documentos faltantes. Dijo que la historia del coyote era un encubrimiento de cómo murió realmente la niña. Los padres de Kelly, Robert y Cathy Keen, vieron la reunión en directo por cable y, al escuchar la declaración de Bell, corrieron al ayuntamiento de Glendale para responder a las acusaciones. Contaron el hecho al consejo y mostraron el certificado de defunción, que enumeraba la causa de las heridas de la niña como "mutilada por un coyote".
La postura de Ferdin se mantuvo sin cambios; "Mantengo mis creencias de que un coyote no la mató [a Kelly Keen]". El concejal Frank Quintero afirmó: “Lo que dijeron los activistas en el estrado fue cruel y absolutamente desinformado. . . Conociendo a la madre, me partía el corazón que le hicieran eso. Cuando estaban haciendo las acusaciones, estaba considerando detenerlos".

## Ataques similares

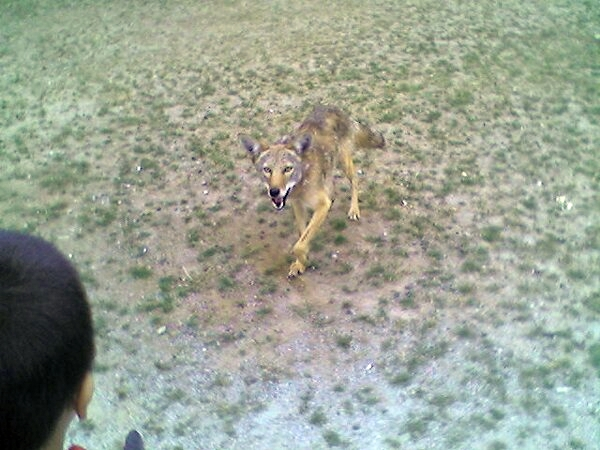
Un coyote urbano se acerca a un niño en el patio de una escuela en Pitt Meadows, Columbia Británica.

Investigadores del Departamento de Agricultura de los Estados Unidos y de la Universidad Estatal de California han confirmado al menos treinta y cinco incidentes en el estado en los que "la posibilidad de lesiones graves o fatales parece probable si el niño no hubiera sido rescatado" de los coyotes, incluida la siguiente muestra de ataques confirmados de coyotes a niños en California que probablemente hubieran terminado de manera similar si el niño no hubiera sido salvado a tiempo:
- En agosto de 1979, en La Verne, un coyote atacó a una niña de 5 años. Su padre y un vecino salvaron a la niña de ser arrastrada, pero no antes de que sufriera mordeduras profundas en el cuello, la cabeza y las piernas.
- En julio de 1980, en Agoura Hills, un coyote agarró a una niña de 13 meses por la cintura y comenzó a arrastrarla. Sufrió heridas punzantes por el mordisco, pero su madre la salvó.
- En agosto de 1988, en Oceanside, un coyote mordió el patín de ruedas de una niña de 8 años que la hizo caerse pero fue ahuyentado por dos mujeres que le tiraron piedras. Otro coyote agarró a una niña de 3 años por la pierna, tiró haciéndola caer y la mordió en la cabeza y el cuello antes de que su madre y los vecinos lo persiguieran.
- En mayo de 1992, en San Clemente, un coyote atacó a una niña de 5 años, mordiéndola varias veces en la espalda y las piernas. Se subió a su columpio para escapar y su madre ahuyentó al coyote.
- En marzo de 1995, en Griffith Park, una niña de 5 años fue arrollada dos veces por un coyote y mordida, antes de ser salvada por su madre.
- En junio de 1996, en Los Altos, un coyote agarró de la cabeza y la mano a un niño de 3 años y comenzó a arrastrarlo hacia unos arbustos antes de que su hermano de 15 años lo salvara.
- En junio de 2001, en Northridge, un coyote atacó e hirió gravemente a una niña de 7 años, pero finalmente su madre lo repelió.
- En julio de 2001, en Irvine, un coyote mordió en la pierna a un niño de 3 años mientras jugaba en su jardín. Fue salvado por su padre.
- En diciembre de 2001, en San Gabriel, un coyote mordió en la cabeza a una niña de 3 años, la agarró del hombro y comenzó a arrastrarla, pero fue ahuyentado por su padre.
- En agosto de 2003, en Apple Valley, un coyote atacó a un niño de 4 años en un campo de golf, mordiéndolo en la cara y el cuello antes de que su padre lo salvara.[5]
- El 28 de junio de 2010, un coyote saltó sobre una niña de doce años en Spring Valley. La niña cayó hacia atrás y se lastimó el codo, pero no fue mordida.[6]
- El 18 de julio de 2013, alrededor de las 3:15 pm, en el cementerio Forest Lawn en Cypress, una niña de dos años fue atacada por un coyote mientras jugaba a unos metros de distancia de su madre, que estaba visitando la tumba de su abuela. El coyote agarró a la niña que jugaba y comenzó a arrastrarla hacia los arbustos, pero dejó caer a la niña y salió corriendo cuando la madre "se abalanzó sobre él". La niña fue hospitalizada por una herida de seis cm en la pierna y comenzó un tratamiento preventivo contra la rabia. Las autoridades mataron a tres coyotes en el cementerio más tarde ese día, y los funcionarios del cementerio ordenaron que se colocaran señales de advertencia y que se colocaran trampas alrededor del cementerio, pero lejos de las áreas públicas.[7][8] El 9 de octubre, la madre presentó una demanda alegando que el cementerio, al no advertirle del riesgo, tuvo responsabilidad en el hecho.[9]
- El 16 de noviembre de 2014, una mujer afirmó que su hija de cuatro años fue arrollada por un coyote frente a su casa en Hollywood. Después del ataque, el Departamento de Pesca y Vida Silvestre investigó pero no pudo encontrar ningún coyote, y un programa de noticias de la televisión local describió el ataque como "presunto".[10]
- El 25 de diciembre de 2014, en Fremont, California, poco después de las 6:00 pm, un niño fue mordido en un ataque por un coyote aparentemente enfermo. Fue salvado por su padre. Antes del ataque, a una cuadra de distancia, el coyote había atacado y mordido la pierna de un hombre que llevaba a sus hijos a su automóvil frente a su casa. Después del ataque, el coyote persiguió y mordió a un corredor en una calle cercana, pero se escapó cuando lo pateó; la policía disparó y mató al coyote, que dio negativo en rabia.[11][12]
- El 12 de enero de 2015, en Ladera Ranch, afuera de la residencia de una niña, un coyote herido trató de atacar y agarrar a la niña de los brazos de su madre. La madre luchó contra el animal lo suficiente como para entrar a un lugar seguro. Tras el ataque, el coyote mató a dos perros y fue perseguido por las autoridades.[13]
- El 22 de mayo de 2015, en Irvine, una niña de tres años estaba recogiendo el perro que ella, su hermana gemela y su madre habían estado paseando, cuando un coyote salió corriendo de un seto e intentó morderle la espalda y cuello, pero fue salvada por su madre y otros adultos cercanos. Después del ataque, el Departamento de Pesca y Vida Silvestre intentó rastrear y atrapar al coyote. Antes del ataque, un coyote habría perseguido a otra niña en la misma zona.[14][15]
- El 22 de mayo de 2015, en Irvine en Silverado Park, una niña de dos años estaba en su garaje cuando se abrió la puerta y entró un coyote en el camino de entrada y la mordió en el cuello y la mejilla.
- El 14 de octubre de 2015, en Irvine, un hombre de treinta y un años y su hijo de tres fueron atacados por un coyote mientras se encontraban en su jardín.[16]
- El 9 de octubre de 2016, en Irvine en Springbrook Park, un coyote mordió a un niño de seis años. El padre del niño junto con los transeúntes le gritaron y una mujer le arrojó arena y el coyote se escapó.[17]

Ataques de coyote a adolescentes en California:
- El 22 de julio de 2016, un coyote mordió en la pierna a una joven de diecisiete años en el parque Grant Rea en Montebello.[18]